# 11211 Saxena
11211 Saxena eller 1999 GD24 är en asteroid i huvudbältet som upptäcktes den 6 april 1999 av LINEAR i Socorro County, New Mexico. Den är uppkallad efter Eshika Saxena.
Asteroiden har en diameter på ungefär 4 kilometer.